# León Errázuriz
León Errázuriz Prieto (Santiago de Xile, 23 de juliol de 1968) és un director, guionista i productor de cinema xilè.

## Biografia
Es va graduar primer com a enginyer comercial en la Universitat Catòlica en 1991 i a l'any següent va començar a estudiar teatre en el taller d'actuació de Fernando González. Després va marxar a Mèxic per estudiar cinema a l'Escuela Nacional de Artes Cinematográficas de la UNAM (1993-1996). Allí va escriure, va dirigir i va muntar diversos curtmetratges entre els quals destaquen El bosque i México Connections.
A l'any següent de tornar a Xile, funda en 1997 una productora, Cine FX, amb la qual ha coproduït una sèrie de pel·lícules i sèries de televisió (Paraíso B, de Nicolás Acuña, 2002; Sexo con amor, de Boris Quercia, 2003; Jemeaux, 2003; Huaiquimán y Tolosa, 2006). D'antuvi es dedica a comercials de cinema publicitari i videoclips; dirigeix més de 150 d'ells, obtenint així una valuosa experiència i els seus primers guardons: dues ocasions va guanyar medalla d'or de l'Associació Xilena de Publicitat (ACHAP).
El seu primer llargmetratge, Mala leche, li porta el reconeixement internacional: va ser seleccionat en més 20 importants festivals internacionals al voltant del món i va obtenir diversos premis. La idea original està basada en un conte sobre la pobresa de Juan Rulfo i en el guió d'un curtmetratge, La juventud, del mateix Errázuriz. Sobre aquesta pel·lícula —la història de dos joves que, per pressions de l'entorn i per circumstàncies específiques, opten per dedicar-se a la vida criminal, involucrant-se en un negoci de drogues—, ha dit: “El meu cinema mostra el paisatge del 2004, un país real, diferent al que es veu en les postals. La marginalitat emmarca als personatges. Ells estan atrapats i no surten, estan condemnats. És com un viatge a l'infern”. Després ha filmat altres llargmetratges (Che Kopete, La Película, El cabrero, Freefall Atacama) i dirigit sèries televisives (Peleles, El hombre de tu vida)

## Premis
Festival Internacional de Cinema de Sant Sebastià
| Any  | Categoria                | Pel·lícula | Resultat  |
| ---- | ------------------------ | ---------- | --------- |
| 2004 | Premi Horizontes Latinos | Mala leche | Guanyador |

- Asociación chilena de Publicidad - 1997-2003
- Festival Cinesul Brasil 2005: Mejor película por Mala leche
- La Cinemafe New York 2005: Premio especial del Jurado por Mala leche
- Premios Altazor 2007: Mejor Director de TV de Ficción por Huaquimán y Tolosa

## Filmografia com a director
- 2004 - MMala leche / Llargmetratge (direcció, guió, producció executiva, muntatge)[4]
- 2006 - Huaiquimán y Tolosa Investigadores privados / Sèrie TV, comèdia policial (canal 13) (director, idea original)
- 2007 - Camera Café Chile / Director Piloto / Sèrie TV (4K)
- 2007 - Che Kopete, La Película / Llargmetratge, comèdia picaresca[5]
- 2009 - The Goatherd (El cabrero) / Llargmetratge de horror (direcció, guió, muntatge[6])
- 2010 - Carta de Consuelo / Sèrie TV (Chilevision)
- 2010 - Freefall Atacama / Llargmetratge (direcció, guió, muntatge)[7]
- 2011 - Peleles / Telèserie Nocturna (Canal 13)
- 2013 - El hombre de tu vida / Telesèrie Nocturna (Canal 13), adaptació xilena de la sèrie argentina homònima
- 2014 - Príncipes de barrio / Sèrie TV (Canal 13)
- 2020 - Los Carcamales / Sèrie TV (Canal 13)